# 威爾頓島
威爾頓島（俄语：Остров Уилтона）是俄羅斯的島嶼，屬於法蘭士約瑟夫地群島的一部分，由阿爾漢格爾斯克州負責管轄，位於南森島以北1公里的北冰洋，長2公里，最高點海拔高度255米。